# Lathyarcha tetrica
Lathyarcha tetrica là một loài nhện trong họ Desidae.
Loài này thuộc chi Lathyarcha. Lathyarcha tetrica được miêu tả năm 1908 bởi Eugène Simon.